# Carlos Bernegger
Juan Carlos Bernegger, né le 9 mars 1969 à Bell Ville en Argentine, est un entraîneur helvetico-argentin.

## Biographie
Le 8 avril 2013, Bernegger remplace l'entraîneur polonais Ryszard Komornicki sur le banc du FC Lucerne. En décembre 2013, il se classe à la deuxième place en Super League avant la trêve hivernale. À la fin de la saison, Bernegger place FC Lucerne à la quatrième place ce qui permet les matchs de qualification pour la Ligue Europa. Pour le second tour de qualification de la Ligue Europa Lucerne affronte le Saint Johnstone FC, vainqueur de la Coupe d'Écosse. Les deux affrontements finissent par un score de parité (1-1) qui obligent les tirs au but (5-4) où le club écossais se qualifie pour le troisième tour.